# Cryptoscatomaseter depressiusculus
Cryptoscatomaseter depressiusculus är en skalbaggsart som beskrevs av Schmidt 1907. Cryptoscatomaseter depressiusculus ingår i släktet Cryptoscatomaseter och familjen Aphodiidae. Inga underarter finns listade i Catalogue of Life.